# Congregazione per l'educazione cattolica
La Congregazione per l'educazione cattolica (degli istituti di studi) - in latino Congregatio de institutione catholica (de studiorum institutis) è stata una delle nove congregazioni della Curia romana.

## Storia
Anticamente, la vigilanza sui seminari era affidata alla Sacra congregazione concistoriale: a questa si affiancava la Congregatio pro Universitate Studii romani, istituita da papa Leone X per presiedere l'Università di Roma (La Sapienza); con la costituzione apostolica Immensa Aeterni Dei del 22 gennaio 1588, papa Sisto V estese la sua competenza a tutte le università del mondo cattolico e in particolare a quelle di fondazione ecclesiastica (Bologna, Parigi, Salamanca), ma questa congregazione scomparve gradualmente.
Nel 1824, papa Leone XII istituì la Congregatio studiorum, prima con lo scopo di soprintendere a tutte le scuole dello Stato Pontificio, poi, dal 1870 (quando lo Stato della Chiesa smise di esistere), le università pontificie: papa Benedetto XV, nel 1915, scorporò dalla Congregazione concistoriale la sezione relativa ai seminari e la fuse con la Congregazione degli Studi, dando vita alla Congregazione per i seminari e le Università degli Studi.
Con la costituzione apostolica Regimini Ecclesiae universae del 15 agosto 1967 papa Paolo VI le attribuì il nome di Congregazione per l'istruzione cattolica. Sotto il pontificato di Giovanni Paolo II, con la costituzione apostolica Pastor Bonus del 28 giugno 1988, ha assunto la denominazione di "Congregazione per l'educazione cattolica (dei seminari e degli istituti di studi)".
Papa Benedetto XVI, con la lettera apostolica in forma di motu proprio Ministrorum institutio del 25 gennaio 2013, assegnò alla Congregazione per il clero la competenza sui seminari; di conseguenza il nome della congregazione mutò in "Congregazione per l'educazione cattolica (degli istituti di studi)".
Il 5 giugno 2022, con l'entrata in vigore della costituzione apostolica Praedicate evangelium, la Congregazione per l'educazione cattolica e il Pontificio consiglio della cultura sono stati soppressi e le rispettive competenze sono state assegnate al nuovo Dicastero per la cultura e l'educazione.

## Funzioni
La competenza di questo dicastero si estende sulle università pontificie, sulle università, le facoltà, gli istituti di educazione superiore, le scuole e gli istituti di formazione dipendenti da un'autorità ecclesiastica.

## Cronotassi

### Prefetti
- Cardinale Gaetano Bisleti † (1º dicembre 1915 - 30 agosto 1937 deceduto)
- Papa Pio XI † (1937 - 10 febbraio 1939 deceduto)
- Cardinale Giuseppe Pizzardo † (14 marzo 1939 - 13 gennaio 1968 ritirato)
  - Cardinale Gabriel-Marie Garrone † (28 gennaio 1966 - 17 gennaio 1968 nominato prefetto del medesimo dicastero) (pro-prefetto)
- Cardinale Gabriel-Marie Garrone † (17 gennaio 1968 - 15 gennaio 1980 ritirato)
- Cardinale William Wakefield Baum † (18 marzo 1980 - 6 aprile 1990 nominato penitenziere maggiore)
  - Cardinale Pio Laghi † (6 aprile 1990 - 1º luglio 1991 nominato prefetto del medesimo dicastero) (pro-prefetto)
- Cardinale Pio Laghi † (1º luglio 1991 - 15 novembre 1999 ritirato)
- Cardinale Zenon Grocholewski † (15 novembre 1999 - 31 marzo 2015 ritirato)
- Cardinale Giuseppe Versaldi (31 marzo 2015 - 5 giugno 2022 cessato)

### Segretari
- Vescovo Giacomo Sinibaldi † (15 maggio 1913 - 19 agosto 1928 deceduto)
- Presbitero Ernesto Ruffini † (28 ottobre 1928 - 11 ottobre 1945 nominato arcivescovo di Palermo)
- Arcivescovo Giuseppe Rossino † (1945 - 31 dicembre 1949 deceduto)
- Arcivescovo Carlo Confalonieri † (25 gennaio 1950 - 15 dicembre 1958 dimesso)
- Arcivescovo Dino Staffa † (18 dicembre 1958 - 7 aprile 1967 nominato pro-prefetto della Segnatura Apostolica)
- Arcivescovo Joseph Schröffer † (17 maggio 1967 - 20 maggio 1976 dimesso)
- Arcivescovo Antonio María Javierre Ortas, S.D.B. † (20 maggio 1976 - 26 maggio 1988 nominato archivista e bibliotecario di Santa Romana Chiesa)
- Arcivescovo José Saraiva Martins, C.M.F. (26 maggio 1988 - 30 maggio 1998 nominato prefetto della Congregazione delle cause dei santi)
- Arcivescovo Giuseppe Pittau, S.I. † (11 luglio 1998 - 25 novembre 2003 ritirato)
- Arcivescovo John Michael Miller, C.S.B. (25 novembre 2003 - 1º giugno 2007 nominato arcivescovo coadiutore di Vancouver)
- Arcivescovo Jean-Louis Bruguès, O.P. (10 novembre 2007 - 26 giugno 2012 nominato archivista e bibliotecario di Santa Romana Chiesa)
- Arcivescovo Angelo Vincenzo Zani (9 novembre 2012 - 5 giugno 2022 cessato)

### Sottosegretari
- Monsignore Francesco Roberti (24 aprile 1931 - 5 giugno 1936 dimesso)
- Monsignore Mariano Rampolla del Tindaro (1936 - 1945 dimesso)
- Monsignore Paolo Igino Cecchetti (1946 - 1964 dimesso)
- Monsignore Alfredo Parisella (1965 - 1969 dimesso)
- Monsignore Francesco Marchisano (3 giugno 1969 - 6 ottobre 1988 nominato segretario della Pontificia commissione per la conservazione del patrimonio storico e artistico della Chiesa)
- Monsignore Ivan Peri (1988 - 1992 dimesso)
- Monsignore Giuseppe Baldanza (1993 - 2002 dimesso)
- Monsignore Angelo Vincenzo Zani (7 gennaio 2002 - 9 novembre 2012 nominato segretario del medesimo dicastero)
- Presbitero Friedrich Bechina, F.S.O. (15 febbraio 2013 - 5 giugno 2022 cessato)